# I vinti (pel·lícula de 1953)
I vinti és una pel·lícula dramàtica italiana del 1953 dirigida per Michelangelo Antonioni. Una pel·lícula d'antologia que consta de tres històries separades en tres països diferents, totes amb el tema comú dels joves que cometen assassinats. A la història francesa, ambientada a París, dos escolars decideixen matar un company de classe pels seus diners. A la història italiana, ambientada a Roma, un estudiant universitari implicat en el contraban de cigarrets dispara a un home durant una incursió policial. A la història anglesa, ambientada a Londres, un jove aturat diu que ha trobat el co1s0, d'una dona i intenta vendre la seva història a la premsa. La pel·lícula va ser un projecte de Film Constellation per a Suso Cecchi d'Amico, qui va proposar Antonioni com a director, i es va projectar al Festival de Cinema de Venècia de 1953.

## Argument
La història francesa
Dos adolescents decideixen assassinar el seu amic, Pierre, que sempre presumeix dels diners que té. El seu pla és que un grup de nois i noies, inclòs Pierre, vagin a un castell en ruïnes fora de París on suposadament hi ha un tresor enterrat. Posant en Pierre sol, li disparen amb una pistola que han adquirit. Els seus diners són il·lusoris i està ferit però no mort, així que fugen de casa. El pare del noi que va disparar el convenç de lliurar-se a la policia.
La història italiana
Encara que és fill únic de pares rics, Claudio és en una banda de contraban de cigarrets americans. Quan la policia ataca una operació, mata un a trets i fuig sol. En caure a les fosques, es lesiona greument. Arriba a casa de la seva xicota, però ella el porta a un hospital. Marxant de casa tambaleant, els seus pares el troben mort al llit.
La història anglesa
El periodista de crims d'un diari rep una trucada telefònica d'Aubrey, un jove que diu que ha trobat el cos d'una dona a la llar i vol pagar per la seva història. El diari avisa la policia, que localitza i retira el cos. Després imprimeixen el compte d'Aubrey a la portada, amb la seva fotografia, i li paguen. A la recerca de més fama, Aubrey confessa que va ser l'assassí, però confia que no hi ha prou proves per condemnar-lo. No obstant això, hi va haver un error en la seva història original, que la policia va detectar, i és condemnat a mort.

## Repartiment
Història francesa
- Jean-Pierre Mocky
- Etchika Choureau com Simone
- Henri Poirier
- Albert Michel com el pare de Georges

Història italiana
- Franco Interlenghi com Claudio
- Anna Maria Ferrero com a Marina
- Eduardo Ciannelli com el pare de Claudio
- Evi Maltagliati com la mare de Claudio

Conte en anglès
- Patrick Barr com Ken Wharton
- Fay Compton com senyora Pinkerton
- Peter Reynolds com Aubrey
- David Farrar[3]

## Producció i llançament
La pel·lícula cinematogràfica va ser doblada a l'italià per als tres episodis, tot i que l'episodi de París es parla en francès i l'episodi de Londres en anglès. El DVD italià de Medusa Film ofereix la versió trilingüe sense tallar restaurada.
L'episodi italià va ser modificat per motius de censura, però més tard es va incloure a la pel·lícula d'antologia de 1962 Il fiore e la violenza. La British Board of Film Censors va negar un certificat a la pel·lícula sencera el 1954, i mai s'ha estrenat al Regne Unit. L'episodi francès va tenir problemes amb la censura francesa i no es va publicar fins al 1963.
L'episodi en anglès es basa vagament en l'assassinat de la senyora Mabel Tattershaw, de 48 anys, per Herbert Leonard Mills, de 19 anys. Volent cometre l'"assassinat perfecte", el 3 d'agost de 1951, Mills va atraure Tattershaw a Sherwood Vale, on la va colpejar al cap i la va estrangular. Després va tornar a casa i va esperar que es descobrís el cos. Quan això no havia passat el 9 d'agost, va trucar al News of the World, els va dir que havia trobat el cos d'una dona estrangulada i va demanar el pagament per la seva història. Mills va ser ràpidament implicat, jutjat pel crim i declarat culpable. Va ser executat l'11 de desembre de 1951. Un informe del Nottingham Evening Post de la detenció de Mills pel crim es mostra a la pantalla durant la introducció narrada de la pel·lícula, entre d'altres d'arreu d'Europa informant de crims per part de joves, inclòs John Straffen.

## Recepció
I vinti, tot i que poques vegades es classifica amb els millors esforços d'Antonioni, té una acollida positiva. L'agregador de ressenyes Rotten Tomatoes informa d'un 86% d'aprovació entre set crítics.